# Lienbachsattel
Der Lienbachsattel ist ein auf 1304 m ü. A. gelegener Gebirgssattel im Salzburger Land in Österreich. Der Pass liegt auf einer Mautstraße, die von Pichl, Gemeinde Abtenau, im Lammertal hinauf zur Postalm und weiter nach Strobl und zum Wolfgangsee führt.